# Valentina Blažević
Valentina Blažević (Knin,14. veljače 1994.), hrvatska rukometašica članica rumunjskog rukometnog kluba CS Măgura Cisnădie. Igra na mjestu srednjeg vanjskog.

## Karijera
Valentina je Kninjanka rođena u Splitu. U Hrvatskoj je igrala u Dalmatinki iz Ploča te Sesvetama, zatim seli u slovenski Krim. Od 2017. do 2020. je u Poljskoj gdje igra prvo za MKS Pogoń Baltica Szczecin a poslije za MKS Perła LublinNastupala je za Hrvatsku na tri Europska prvenstva 2016.,  2018.,  2020. godine i na jednom Svjetskom prvenstvu i to 2021. godine.